# Olympische Winterspiele 1988/Skilanglauf
Bei den XVII. Olympischen Spielen 1988 in Calgary fanden acht Wettbewerbe im Skilanglauf statt. Austragungsort war das Nordic Centre in Canmore.
Das Wettkampfprogramm erfuhr Veränderungen. Nachdem immer mehr Skilangläufer die Skating-Technik, die schnellere Zeiten ermöglichte als die klassische Technik, für eine gesamte Strecke anwendeten, schrieb die FIS bei den Großveranstaltungen vor, ob die jeweilige Disziplin in klassischem oder freiem Stil zu laufen sei. Für die kommenden Jahre standen noch weitere Veränderungen im Skilanglauf bevor. In den Langläufen der Frauen dominierten vor allem die Sportlerinnen aus der Sowjetunion, die außer der 5-km-Distanz alle anderen Disziplinen für sich entscheiden konnten.

## Bilanz

### Medaillenspiegel
| Platz  | Land             | Gold | Silber | Bronze | Gesamt |
| ------ | ---------------- | ---- | ------ | ------ | ------ |
| 1      | Sowjetunion      | 5    | 5      | 3      | 13     |
| 2      | Schweden         | 2    | –      | –      | 2      |
| 3      | Finnland         | 1    | –      | 2      | 3      |
| 4      | Norwegen         | –    | 2      | 1      | 3      |
| 5      | Italien          | –    | 1      | –      | 1      |
| 6      | Schweiz          | –    | –      | 1      | 2      |
| 7      | Tschechoslowakei | –    | –      | 1      | 3      |
| Gesamt | Gesamt           | 8    | 8      | 8      | 24     |

### Medaillengewinner
Männer
| Disziplin                  | Gold                                                          | Silber                                                                             | Bronze                                                              |
| -------------------------- | ------------------------------------------------------------- | ---------------------------------------------------------------------------------- | ------------------------------------------------------------------- |
| 15 km klassisch            | Michail Dewjatjarow (URS)                                     | Pål Gunnar Mikkelsplass (NOR)                                                      | Wladimir Smirnow (URS)                                              |
| 30 km klassisch            | Alexei Prokurorow (URS)                                       | Wladimir Smirnow (URS)                                                             | Vegard Ulvang (NOR)                                                 |
| 50 km Freistil             | Gunde Svan (SWE)                                              | Maurilio De Zolt (ITA)                                                             | Andy Grünenfelder (SUI)                                             |
| 4 × 10 km Staffel Freistil | SchwedenTorgny Mogren Jan Ottosson Gunde Svan Thomas Wassberg | SowjetunionMichail Dewjatjarow Alexei Prokurorow Wladimir Sachnow Wladimir Smirnow | TschechoslowakeiPavel Benc Václav Korunka Radim Nyč Ladislav Švanda |

Frauen
| Disziplin                 | Gold                                                                          | Silber                                                         | Bronze                                                                          |
| ------------------------- | ----------------------------------------------------------------------------- | -------------------------------------------------------------- | ------------------------------------------------------------------------------- |
| 5 km klassisch            | Marjo Matikainen (FIN)                                                        | Tamara Tichonowa (URS)                                         | Vida Vencienė (URS)                                                             |
| 10 km klassisch           | Vida Vencienė (URS)                                                           | Raissa Smetanina (URS)                                         | Marjo Matikainen (FIN)                                                          |
| 20 km Freistil            | Tamara Tichonowa (URS)                                                        | Anfissa Reszowa (URS)                                          | Raissa Smetanina (URS)                                                          |
| 4 × 5 km Staffel Freistil | SowjetunionNina Gawriljuk Swetlana Nageikina Anfissa Reszowa Tamara Tichonowa | NorwegenMarianne Dahlmo Trude Dybendahl Anne Jahren Marit Wold | FinnlandMarja-Liisa Kirvesniemi Pirkko Määttä Marjo Matikainen Jaana Savolainen |

## Ergebnisse Männer

### 15 km klassisch
| Platz | Land | Sportler                | Zeit (min) |
| ----- | ---- | ----------------------- | ---------- |
| 1     | URS  | Michail Dewjatjarow     | 41:18,9    |
| 2     | NOR  | Pål Gunnar Mikkelsplass | 41:33,4    |
| 3     | URS  | Wladimir Smirnow        | 41:48,5    |
| 4     | NOR  | Oddvar Brå              | 42:17,3    |
| 5     | GDR  | Uwe Bellmann            | 42:17,8    |
| 6     | ITA  | Maurilio De Zolt        | 42:31,2    |
| 7     | NOR  | Vegard Ulvang           | 42:31,5    |
| 8     | FIN  | Harri Kirvesniemi       | 42:42,8    |
| 9     | ITA  | Marco Albarello         | 42:48,6    |
| 10    | ITA  | Giorgio Vanzetta        | 42:49,6    |
|       |      |                         |            |
| 21    | GDR  | Holger Bauroth          | 43:59,2    |
| 22    | SUI  | Jürg Capol              | 43:59,5    |
| 23    | FRG  | Jochen Behle            | 43:59,7    |
| 27    | FRG  | Walter Kuß              | 44:29,0    |
| 31    | AUT  | Alois Schwarz           | 45:06,9    |
| 32    | AUT  | André Blatter           | 45:15,2    |
| 35    | SUI  | Andy Grünenfelder       | 45:35,5    |
| 36    | AUT  | Alois Stadlober         | 45:38,5    |
| 42    | AUT  | Johann Standmann        | 46:04,6    |
| 50    | LIE  | Benjamin Eberle         | 46:49,3    |
| 51    | LIE  | Patrick Hasler          | 47:07,3    |

Datum: 19. Februar 1988, 09:30 Uhr

Höhendifferenz: 150 m; Maximalanstieg: 104 m; Totalanstieg: 617 m

90 Teilnehmer aus 32 Ländern, davon 85 in der Wertung.
Das Rennen zählte auch zum Weltcup. Sieger Dewetjarow erklärte, dass der Einsatz der sowjetischen Läufer in zwei Weltcuprennen und das Training richtig getimt gewesen seien. Es waren in seiner Heimat Strecken mit ähnlichem Profil angelegt worden und er empfand den olympischen Wettkampf als leicht. Für die Schweizer war das Ergebnis das schlechteste seit Olympia 1980, als Franz Renggli Rang 27 belegt hatte.

### 30 km klassisch
| Platz | Land | Sportler                | Zeit (h)  |
| ----- | ---- | ----------------------- | --------- |
| 1     | URS  | Alexei Prokurorow       | 1:24:26,3 |
| 2     | URS  | Wladimir Smirnow        | 1:24:35,1 |
| 3     | NOR  | Vegard Ulvang           | 1:25:11,6 |
| 4     | URS  | Michail Dewjatjarow     | 1:25:31,3 |
| 5     | ITA  | Giorgio Vanzetta        | 1:25:37,2 |
| 6     | NOR  | Pål Gunnar Mikkelsplass | 1:25:44,6 |
| 7     | ITA  | Gianfranco Polvara      | 1:26:02,7 |
| 8     | ITA  | Marco Albarello         | 1:26:09,1 |
| 9     | FIN  | Harri Kirvesniemi       | 1:26:59,6 |
| 10    | SWE  | Gunde Svan              | 1:27:30,8 |
|       |      |                         |           |
| 13    | SUI  | Giachem Guidon          | 1:28:25,9 |
| 15    | GDR  | Uwe Bellmann            | 1:28:37,2 |
| 18    | AUT  | Alois Schwarz           | 1:29:34,4 |
| 22    | GDR  | Holger Bauroth          | 1:30:03,4 |
| 23    | FRG  | Jochen Behle            | 1:30:08,3 |
| 26    | SUI  | Jeremias Wigger         | 1:30:47,2 |
| 30    | SUI  | Jürg Capol              | 1:31:36,1 |
| 33    | AUT  | Alois Stadlober         | 1:32:00,0 |
| 40    | FRG  | Stefan Dotzler          | 1:33:06,1 |
| 44    | AUT  | Johann Standmann        | 1:34:24,8 |
| 47    | LIE  | Benjamin Eberle         | 1:34:53,8 |
| 58    | LIE  | Konstantin Ritter       | 1:37:47,6 |
| 74    | LIE  | Patrick Hasler          | 1:43:26,7 |

Datum: 15. Februar 1988, 09:50 Uhr

Höhendifferenz: 112 m; Maximalanstieg: 62 m; Totalanstieg: 1194 m

90 Teilnehmer aus 32 Ländern, davon 87 in der Wertung.
Bis zur 20-km-Marke führte Smirnow, wobei bei der 10-km-Marke noch Ulvang vor Prokurorow auf Rang 2 platziert war. Andy Grünenfelder (SUI) gab nach 24 km wegen falscher Wachswahl auf. Rang 18 für Alois Schwarz war die beste je von einem Österreicher in dieser Disziplin erzielte Platzierung. Er sagte, er habe sich seine Kräfte gut eingeteilt, konnte im Finish zusetzen und hatte gut präparierte Skier.

### 50 km Freistil
| Platz | Land | Sportler                | Zeit (h)  |
| ----- | ---- | ----------------------- | --------- |
| 1     | SWE  | Gunde Svan              | 2:04:30,9 |
| 2     | ITA  | Maurilio De Zolt        | 2:05:36,4 |
| 3     | SUI  | Andy Grünenfelder       | 2:06:01,9 |
| 4     | NOR  | Vegard Ulvang           | 2:06:32,3 |
| 5     | GDR  | Holger Bauroth          | 2:07:02,4 |
| 6     | SWE  | Jan Ottosson            | 2:07:34,8 |
| 7     | FIN  | Kari Ristanen           | 2:08:08,1 |
| 8     | GDR  | Uwe Bellmann            | 2:08:18,6 |
| 9     | NOR  | Pål Gunnar Mikkelsplass | 2:08:20,0 |
| 10    | ITA  | Gianfranco Polvara      | 2:08:40,3 |
|       |      |                         |           |
| 13    | SUI  | Giachem Guidon          | 2:09:02,3 |
| 14    | SUI  | Jeremias Wigger         | 2:09:05,4 |
| 19    | AUT  | André Blatter           | 2:10:43,4 |
| 33    | FRG  | Herbert Fritzenwenger   | 2:13:27,6 |
| 34    | FRG  | Georg Fischer           | 2:13:31,3 |
| 35    | SUI  | Markus Fähndrich        | 2:13:33,2 |
| 36    | AUT  | Johann Standmann        | 2:13:39,3 |
| 41    | AUT  | Alois Schwarz           | 2:17:03,5 |

Datum: 27. Februar 1988, 08:30 Uhr

Höhendifferenz: 130 m; Maximalanstieg: 56 m; Totalanstieg: 1794 m

74 Teilnehmer aus 25 Ländern, davon 61 in der Wertung.
Es war dies bis dato der schnellste Marathon aller Zeiten. Rang 3 für Grünenfelder war ein Meilenstein in der Geschichte des Schweizer Langlaufsports. Svan führte schon nach 15 km mit 41,1 s vor Bauroth und Grünenfelder, De Zolt war Achter. Nach Rennhälfte lag der Schwede vor Grünenfelder (+ 1:07,5) und De Zolt (+ 1:09,0), nach 40 war de Zolt bereits Zweiter (+ 1:27,9), Grünenfelder auf Rang drei (+ 1:43,3) und Bauroth auf Rang vier (+ 1:49,2). Doch der DDR-Läufer baute gegen Schluss hin ab, während der Schweizer zulegen konnte.
Als großer Favorit in allen Langlaufwettbewerben der Männer galt der 26-jährige Schwede Gunde Svan, der bereits vier Jahre zuvor bei den Spielen in Sarajevo zweimal Gold und je einmal Silber und Bronze gewonnen hatte (zwischen 1985 und 1991 konnte er siebenmal WM-Gold erringen). Doch begannen die Spiele von Calgary für ihn sehr zäh: Einem zehnten Platz über 30 Kilometer folgte ein 13. Rang über die 15-km-Distanz. Nachdem er mit der schwedischen Mannschaft den Staffeltitel verteidigt hatte, gelang ihm am vorletzten Tag der Winterspiele über die Marathondistanz mit einer guten Minute Vorsprung vor dem Italiener Maurilio De Zolt doch noch das ersehnte Einzelgold, womit er mit der schwedischen Langlauf-Legende Sixten Jernberg gleichzog, der von 1956 bis 1964 ebenfalls viermal Gold erringen konnte.

### 4 × 10 km Staffel Freistil
| Platz | Land             | Sportler                                                                | Zeit (h)  |
| ----- | ---------------- | ----------------------------------------------------------------------- | --------- |
| 1     | Schweden         | Jan Ottosson Thomas Wassberg Gunde Svan Torgny Mogren                   | 1:43:58,6 |
| 2     | Sowjetunion      | Wladimir Smirnow Wladimir Sachnow Michail Dewjatjarow Alexei Prokurorow | 1:44:11,3 |
| 3     | Tschechoslowakei | Radim Nyč Václav Korunka Pavel Benc Ladislav Švanda                     | 1:45:22,7 |
| 4     | Schweiz          | Andy Grünenfelder Jürg Capol Giachem Guidon Jeremias Wigger             | 1:46:16,3 |
| 5     | Italien          | Silvano Barco Albert Walder Giorgio Vanzetta Maurilio De Zolt           | 1:46:16,7 |
| 6     | Norwegen         | Pål Gunnar Mikkelsplass Oddvar Brå Vegard Ulvang Terje Langli           | 1:46:48,7 |
| 7     | BR Deutschland   | Georg Fischer Walter Kuß Jochen Behle Herbert Fritzenwenger             | 1:48:05,0 |
| 8     | Finnland         | Jari Laukkanen Harri Kirvesniemi Jari Räsänen Kari Ristanen             | 1:48:24,0 |
| 9     | Kanada           | Yves Bilodeau Al Pilcher Pierre Harvey Dennis Lawrence                  | 1:48:59,7 |
| 10    | Österreich       | André Blatter Alois Schwarz Johann Standmann Alois Stadlober            | 1:49:14,5 |
| 11    | Frankreich       | Patrick Rémy Jean-Luc Thomas Dominique Locatelli Guy Balland            | 1:49:15,9 |
| 12    | Bulgarien        | Swetoslaw Atanassow Iwan Smilenow Atanas Simittschiew Todor Machow      | 1:49:27,9 |
| 13    | USA              | Todd Boonstra Dan Simoneau Bill Spencer Joe Galanes                     | 1:50:27,6 |
| 14    | Japan            | Atsushi Egawa Kazunari Sasaki Taniyuki Yuki Masaharu Yamazaki           | 1:51:10,7 |
| 15    | Südkorea         | Hong Kun-pyo Park Ki-ho Cho Sung-hoon Jun Jeung-hae                     | 1:59:00,4 |
| 16    | Großbritannien   | John Spotswood Ewan McKenzie Marty Watkins Andrew Wylie                 | 1:59:39,3 |

Datum: 22. Februar 1988, 09:30 Uhr

Höhenunterschied: 108 m; Maximalanstieg: 50 m; Totalanstieg: 440 m

16 Staffeln am Start, alle in der Wertung.
Für die Tschechoslowakei war der dritte Platz der größte Triumph seit Falun 1974 (50-km-Silber von Stanislav Henych), für die Schweiz war Platz 4 das beste Ergebnis seit Bronze 1972 in Sapporo. Sieger Schweden profitierte auch von den Stürzen von Dewjatjarow und Prokurorow. Italien konnte in die Medaillenentscheidung nie eingreifen, Norwegens Untergang begann mit dem Sturz von Startläufer Mikkelsplass und setzte sich durch eine schwache Leistung von Brå fort. Die Finnen hatten Probleme mit dem Freistil. Bei Österreich fehlte der erkrankte Markus Gandler (für ihn lief Standmann); zur Halbzeit übergab Schwarz mit 6,4 s Rückstand auf die Tschechoslowakei, doch die Staffel fiel auf Platz 10 zurück.

## Ergebnisse Frauen

### 5 km klassisch
| Platz | Land | Sportlerin              | Zeit (min) |
| ----- | ---- | ----------------------- | ---------- |
| 1     | FIN  | Marjo Matikainen        | 15:04,0    |
| 2     | URS  | Tamara Tichonowa        | 15:05,3    |
| 3     | URS  | Vida Vencienė           | 15:11,1    |
| 4     | NOR  | Anne Jahren             | 15:12,6    |
| 5     | FIN  | Marja-Liisa Kirvesniemi | 15:16,7    |
| 6     | NOR  | Inger Helene Nybråten   | 15:17,7    |
| 7     | SWE  | Marie-Helene Westin     | 15:28,9    |
| 8     | URS  | Swetlana Nageikina      | 15:29,9    |
| 9     | NOR  | Marianne Dahlmo         | 15:30,4    |
| 10    | URS  | Raissa Smetanina        | 15:35,9    |
|       |      |                         |            |
| 13    | GDR  | Simone Opitz            | 15:41,1    |
| 14    | SUI  | Evi Kratzer             | 15:42,8    |
| 15    | SUI  | Christine Gilli-Brügger | 15:44,5    |
| 19    | GDR  | Kerstin Moring          | 16:01,6    |
| 20    | AUT  | Cornelia Sulzer         | 16:09,7    |
| 25    | GDR  | Silke Braun             | 16:22,5    |
| 28    | FRG  | Karin Jäger             | 16:28,0    |
| 34    | AUT  | Maria Theurl            | 16:36,6    |
| 35    | SUI  | Marianne Irniger        | 16:37,5    |
| 36    | AUT  | Margot Kober            | 16:39,2    |
| 37    | GDR  | Susann Kuhfittig        | 16:41,9    |
| 40    | SUI  | Karin Thomas            | 17:04,1    |
| 43    | FRG  | Stefanie Birkelbach     | 17:09,1    |
| 44    | FRG  | Birgit Kohlrusch        | 17:10,3    |
| 45    | AUT  | Hildegard Embacher      | 17:18,6    |
| 48    | FRG  | Sonja Bilgeri           | 17:33,2    |

Datum: 17. Februar 1988, 09:45 Uhr

Höhenunterschied: 50 m; Maximalanstieg: 37 m; Totalanstieg: 223 m

55 Teilnehmerinnen aus 17 Ländern, davon 53 in der Wertung.

### 10 km klassisch
| Platz | Land | Sportlerin              | Zeit (min) |
| ----- | ---- | ----------------------- | ---------- |
| 1     | URS  | Vida Vencienė           | 30:08,3    |
| 2     | URS  | Raissa Smetanina        | 30:17,0    |
| 3     | FIN  | Marjo Matikainen        | 30:20,5    |
| 4     | URS  | Swetlana Nageikina      | 30:08,3    |
| 5     | URS  | Tamara Tichonowa        | 30:38,9    |
| 6     | NOR  | Inger Helene Nybråten   | 30:51,7    |
| 7     | FIN  | Pirkko Määttä           | 30:52,4    |
| 8     | SWE  | Marie-Helene Westin     | 30:55,3    |
| 9     | FIN  | Marja-Liisa Kirvesniemi | 30:57,0    |
| 10    | GDR  | Simone Opitz            | 31:14,3    |
| 11    | SUI  | Evi Kratzer             | 31:16,7    |
|       |      |                         |            |
| 18    | SUI  | Christine Gilli-Brügger | 31:37,4    |
| 21    | GDR  | Simone Greiner-Petter   | 31:53,0    |
| 23    | GDR  | Susann Kuhfittig        | 32:01,5    |
| 24    | FRG  | Karin Jäger             | 32:09,5    |
| 25    | GDR  | Kerstin Moring          | 32:12,8    |
| 26    | AUT  | Cornelia Sulzer         | 32:17,1    |
| 32    | SUI  | Sandra Parpan           | 33:02,0    |
| 34    | AUT  | Margot Kober            | 33:22,2    |
| 42    | AUT  | Hildegard Embacher      | 34:53,2    |
| 43    | SUI  | Marianne Irniger        | 34:58,3    |
| 44    | FRG  | Sonja Bilgeri           | 35:07,0    |

Datum: 14. Februar 1988, 10:00 Uhr

Höhenunterschied: 112 m; Maximalanstieg: 62 m; Totalanstieg: 398 m

52 Teilnehmerinnen aus 17 Ländern, davon 51 in der Wertung. Aufgegeben: Maria Theurl (AUT).
Nach 4,6 km führte Smetanina vor Westin und Vencienė, während Matikainen auf Rang 11 lag. Nach 7,3 km hieß der Stand: Smetanina, Vencienė, Matikainen. Enttäuschend verlief das Rennen für die Norwegerinnen, die als zweitbeste Läuferin Brit Pettersen auf Rang 14 hatten.

### 20 km Freistil
| Platz | Land | Sportler                | Zeit (min) |
| ----- | ---- | ----------------------- | ---------- |
| 1     | URS  | Tamara Tichonowa        | 55:53,6    |
| 2     | URS  | Anfissa Reszowa         | 56:12,8    |
| 3     | URS  | Raissa Smetanina        | 57:22,1    |
| 4     | SUI  | Christine Gilli-Brügger | 57:37,4    |
| 5     | GDR  | Simone Opitz            | 57:54,3    |
| 6     | ITA  | Manuela Di Centa        | 57:55,2    |
| 7     | GDR  | Kerstin Moring          | 58:17,2    |
| 8     | NOR  | Marianne Dahlmo         | 58:31,1    |
| 9     | SWE  | Anna-Lena Fritzon       | 58:37,4    |
| 10    | SWE  | Marie-Helene Westin     | 58:39,4    |
|       |      |                         |            |
| 14    | SUI  | Evi Kratzer             | 58:56,1    |
| 15    | GDR  | Simone Greiner-Petter   | 59:01,2    |
| 16    | SUI  | Karin Thomas            | 59:17,2    |
| 30    | SUI  | Marianne Irniger        | 61:51,5    |
| 35    | FRG  | Karin Jäger             | 62:24,6    |
| 37    | AUT  | Cornelia Sulzer         | 63:01,2    |
| 38    | GDR  | Susann Kuhfittig        | 63:05,8    |
| 41    | FRG  | Birgit Kohlrusch        | 63:16,2    |
| 45    | FRG  | Stefanie Birkelbach     | 64:40,5    |
| 50    | AUT  | Hildegard Embacher      | 67:35,1    |

Datum: 25. Februar 1988, 09:30 Uhr

Höhenunterschied: 98 m; Maximalanstieg: 51 m; Totalanstieg: 738 m

55 Teilnehmerinnen aus 18 Ländern, davon 52 in der Wertung. Disqualifiziert: Nina Gawriljuk.
Zunächst war Gawriljuk an achter Stelle platziert, doch sie wurde wegen verbotener Werbung gleich im Anschluss an den Wettkampf disqualifiziert, weshalb alle Athletinnen von Rang 9 an um einen Platz nach vorn rückten. Für Gilli-Brügger lagen Tichonowa und Reszowa außer Reichweite; das Duell mit Smetanina verlor sie, seit fünf Tagen von einer Erkältung geplagt, bei Kilometer 15. Finnlands Hoffnung Matikainen zerbrach an der geballten Übermacht der UdSSR.

### 4 × 5 km Staffel Freistil
| Platz | Land             | Sportlerinnen                                                             | Zeit      |
| ----- | ---------------- | ------------------------------------------------------------------------- | --------- |
| 1     | Sowjetunion      | Swetlana Nageikina Nina Gawriljuk Tamara Tichonowa Anfissa Reszowa        | 59:51,1   |
| 2     | Norwegen         | Trude Dybendahl Marit Wold Anne Jahren Marianne Dahlmo                    | 1:01:33,0 |
| 3     | Finnland         | Pirkko Määttä Marja-Liisa Kirvesniemi Marjo Matikainen Jaana Savolainen   | 1:01:53,8 |
| 4     | Schweiz          | Karin Thomas Sandra Parpan Evi Kratzer Christine Gilli-Brügger            | 1:01:59,4 |
| 5     | DDR              | Kerstin Moring Simone Opitz Silke Braun Simone Greiner-Petter             | 1:02:19,9 |
| 6     | Schweden         | Lis Frost Anna-Lena Fritzon Karin Lamberg-Skog Marie-Helene Westin        | 1:02:24,9 |
| 7     | Tschechoslowakei | Ľubomíra Balážová Viera Klimková Ivana Rádlová Alžbeta Havrančíková       | 1:03:37,1 |
| 8     | USA              | Dorcas DenHartog Leslie Thompson Nancy Fiddler Leslie Krichko             | 1:04:08,8 |
| 9     | Kanada           | Angela Schmidt-Foster Carol Gibson Lorna Sasseville Marie-Andrée Masson   | 1:04:22,6 |
| 10    | Italien          | Klara Angerer Guidina Dal Sasso Elena Desderi Stefania Belmondo           | 1:04:23,6 |
| 11    | BR Deutschland   | Stefanie Birkelbach Karin Jäger Birgit Kohlrusch Sonja Bilgeri            | 1:05:48,6 |
| 12    | Rumänien         | Ileana Ianoșiu-Hangan Mihaela Cârstoi Adina Țuțulan-Șotropa Rodica Drăguș | 1:10:59,9 |

Datum: 21. Februar 1988, 09:30 Uhr

Höhenunterschied: 98 m; Maximalanstieg: 50 m; Totalanstieg: 204 m

12 Staffeln am Start, alle in der Wertung.
Die Sowjetunion bewältigte das Rennen überlegen, obwohl mit Gawriljuk und Reszowa zwei Läuferinnen zum Zug kamen, die bislang in Canmore nicht eingesetzt worden waren. Die Siegerstaffel war sowohl nach 5 als auch 10 km voran, wobei anfangs die DDR mit 13,9 bzw. 35,8 s Rückstand auf Rang 2 lag. Der Vorsprung der UdSSR (1:41,9 min) war der größte seit den Weltmeisterschaften 1966 in Oslo. Nach 5 km war die Schweiz auf Rang 3 vor Norwegen und Finnland, nach 10 km hatte Finnland vor Norwegen Rang 3 inne. Die finnische Schlussläuferin Savolainen kam zwar 1200 m vor dem Ziel zu Sturz, doch gelang es der Schweizerin Gilli-Brügger nicht mehr, ganz heranzukommen.